# Ronan Harris

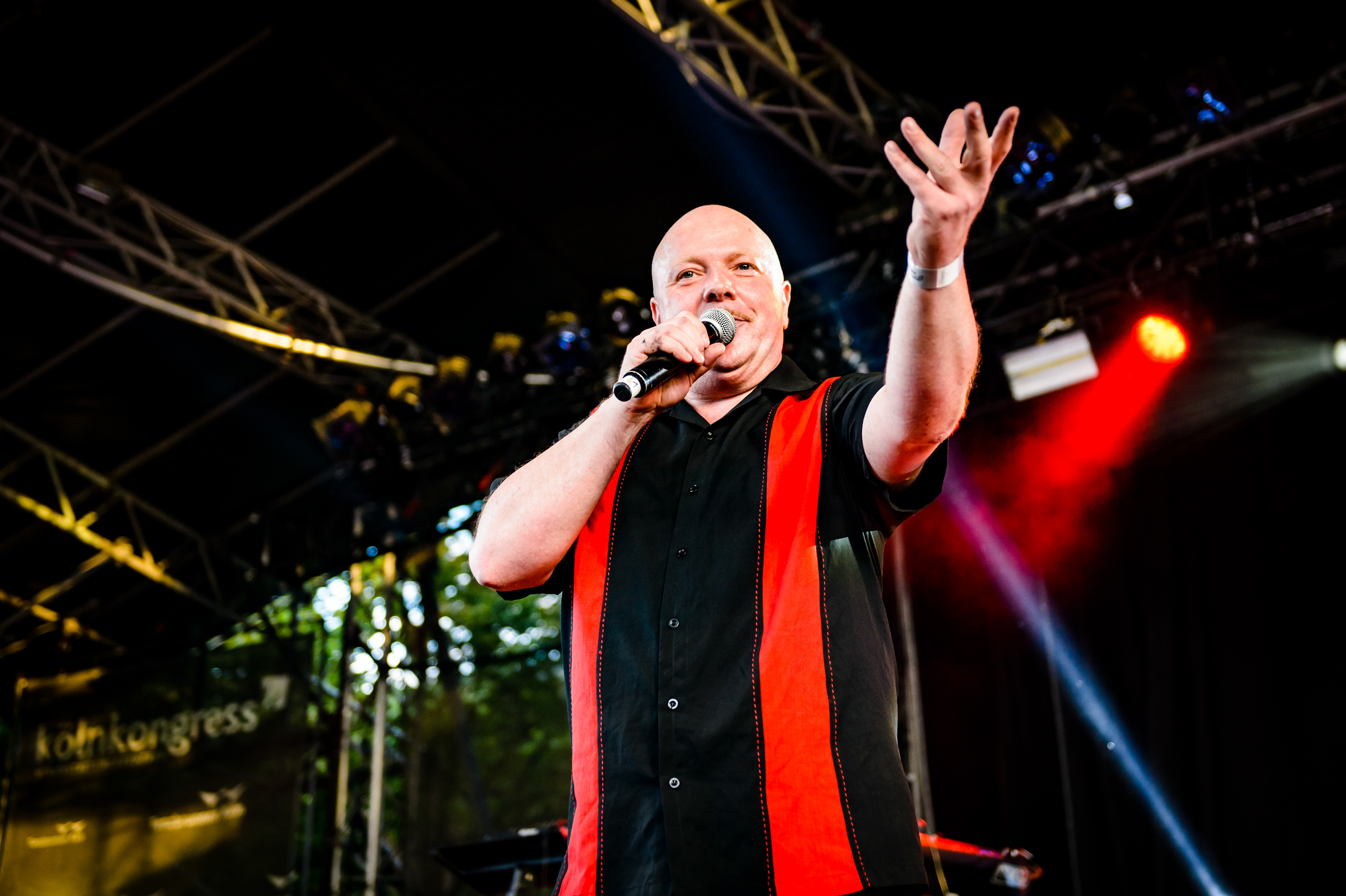
Ronan Harris beim Amphi Festival 2017

Ronan Harris (* 14. Juni 1967 in Dublin) ist ein irischer Musiker, Bandleader, Singer-Songwriter und Musikproduzent. Er ist Gründer der Band VNV Nation.

## Leben und Wirken
Harris zog 1988 von Dublin nach London. Zunächst arbeitete er als Journalist sowie als IT-Manager für Q8 Petroleum in London und als Webmaster für das Dark-Electro-Magazin Side-Line. Im Jahr 1990 gründete er die Gruppe VNV Nation, ein Alternative Electronic Projekt, bei dem er als Sänger, Songwriter und Producer fungiert. Im selben Jahr zog er nach Toronto und kehrte 1994 nach Europa zurück. Mit VNV Nation absolvierte er zahlreiche Auftritte und Tourneen und produzierte Alben. 
Er war mit VNV Nation zu Gast bei zahlreichen Festivals wie beim M’era Luna Festival, Greenfield Festival, Wave-Gotik-Treffen, Dark Storm Festival, Summer Darkness Festival, Arvikafestival und beim Amphi Festival in der Lanxess Arena. Nach der Veröffentlichung des Albums Resonance – Music for Orchestra trat er mit dem Filmorchester Babelsberg unter anderem im Gewandhaus, im Nikolaisaal, im Herkulessaal und in der Laeiszhalle auf.
Harris war Mitbegründer von Dependent Records, verließ das Label aber nach der Veröffentlichung des Futureperfect-Albums von VNV Nation im Jahr 2002. Die Alben von VNV Nation werden seitdem bei dem damals neu gegründeten, eigenen Musiklabel Anachron Sounds veröffentlicht.
2001 produzierte Harris das Album Eternity von Angels and Agony. Er wirkte 2003 als Sänger für die EP Forever der Band Bruderschaft und lieferte elektronische Sequenzen und Effekte für einige der Songs für das Album Decemberunderground von AFI (2006).
2006 gründete Harris sein neues Projekt Modcom und produzierte instrumentale elektronische Musik, die ausschließlich auf der Verwendung analoger Sequenzer und Synthesizer basierte. Außerdem spielt er auch Live-DJ-Sets.
Ronan Harris lebt derzeit (Stand 2021) in Hamburg.